# Jellyfish Entertainment
Jellyfish Entertainment (hangul: 젤리피쉬엔터테인먼트) är ett sydkoreanskt skivbolag och en talangagentur bildad år 2007 av Hwang Se-jun.

## Artister

### Nuvarande
|              |
| Kim Se-jeong |

|              |
| Park Yoon-ha |

|      |
| Ravi |

|            |
| Seo In-guk |

|               |
| Sung Si-kyung |

|      |
| VIXX |